# Afrikas hemligheter
Afrikas hemligheter (engelska: Secondhand Lions) är en amerikansk långfilm från 2003 i regi av Tim McCanlies, med Michael Caine, Robert Duvall, Haley Joel Osment och Kyra Sedgwick i rollerna.

## Om filmen
Filmen är inspelad i Austin, Lockhart och Pflugerville i Texas, USA. Den hade världspremiär den 5 september 2003 vid filmfestivalen i Boston.

## Handling
Walter blir övergiven av sin mamma på trappan hos en släkting. Så småningom upptäcker Walter släktingens stora hemlighet.

## Rollista
| Michael Caine      | – Garth             |
| Robert Duvall      | – Hub               |
| Haley Joel Osment  | – Walter            |
| Kyra Sedgwick      | – Mae               |
| Nicky Katt         | – Stan              |
| Josh Lucas         | – Walter som vuxen  |
| Michael O'Neill    | – Ralph             |
| Deirdre O'Connell  | – Helen             |
| Eric Balfour       | – shejkens barnbarn |
| Christian Kane     | – Hub som ung       |
| Kevin Haberer      | – Garth som ung     |
| Emmanuelle Vaugier | – Jasmine           |
| Adam Ozturk        | – shejken           |
| Jennifer Stone     | – Martha            |
| Mitchel Musso      | – pojke             |
| Marc Musso         | – pojke             |
| Adrian Pasdar      | – maskinförsäljare  |
| Billy Joe Shaver   | – chaufför          |

### Webbkällor
- Afrikas hemligheter på Internet Movie Database (engelska)